# Плува патица по Тиса
„Плува патица по Тиса“ (на украински: Пливе кача по Тисині), известен още като „Ей, плува патица по Тиса“ (на украински: Гей, пливе кача по Тисині) е лемковска народна песен, станала добре известна през 21 век поради честата й употреба като реквием за протестиращи, убити по време на Евромайдана през 2013-2014 г., Революцията на достойнството през 2014 г. и продължаващата руско-украинска война.

## Произход
Според украинския фолклорист Иван Хланта „Патенце плува в Тисла“ е записана за първи път от украинския диригент Дежо Задор в село Воловец в Закарпатска област през 40-те години на миналия век. Песента е публикувана за първи път в сборния албум от 1944 г. Narodni pisni pidkarpatskikh rusyniv (на английски: „народни песни на подкарпатските русини“).
В традиционните версии на песента текстът проследява живота и смъртта на млада жена, която отказва да се омъжи за мъж, когото не обича, против волята на майка си.  През 40-те години на миналия век текстът е значително преработен от закарпатския писател Васил Гренджа-Донски, за да разкаже историята на войник, който се готви да отиде на война. В повечето версии на текстовете титулярното пате, пресичащо реката, представлява смърт и преминаване в отвъдния живот.
По време на Втората световна война „Плува патица по Тиса” става част от репертоара на Украинската въстаническа армия.

## История на записите

### 1960-те до 1980-те
Смята се, че първото известно публично изпълнение на „Патенце плува в Тиса“ се е случило през 60-те години на миналия век от транскарпатската фолклорна певица Вира Баганич. През 1972 г. запис на Баганич, изпълняващ песента, е включен в албума Melodiya ( на английски : "мелодия"). 
През 1986 г. „Патенце плува в Тиса“ отново се появява на украинската културна сцена, когато е добавен към репертоара на базирания в Лвов музикален ансамбъл Vatra. За първи път е изпълнена от солистката Оксана Билозир, а впоследствие е изпълнена като част от дует между Билозир и Виктор Морозов.
През 1988 г. песента е записана от украинско-канадската група Cheremshina Ensemble и е включена в техния албум Cheremshina (том 3).
През 2000 г. „Плува патица по Тиса“ е включена в албума „ Наши партизани “ (на английски: „нашите партизани“) в изпълнение на Тарас Чубай, Плач Еремий и Скрябин.  По-голям комерсиален успех песента има през 2002 г., когато е включена в албума Елдорадо на акапелна група Пикардийска терция.
„Патенце плува в Тиса“ стана основна част от украинските хорове, включително Академичния хор „Ревуцки“ и Хора на Киевската православна богословска академия. Песента е изпълнена на Festival Internazionale Musica Sacra Virgo Lauretana в Италия.
През 2015 г. датската неофолк група Die Weisse Rose изпълни кавър на „A Duckling Swims in the Tisza“ по време на представление в Киев ; впоследствие запис е включен в техния албум на живо White Roses in Bloom в Киев.

## Използване по време на Евромайдан и последващи събития
През януари 2014 г. запис от 2002 г. на „Плува пате в Тиса“, записан от Пикардийска Терция, беше използван по време на погребението на активиста на беларуския Евромайдан Михайло Жизневски, който преди това сподели с приятели, че песента му е любимата.  Текстът и значението на песента доведоха до честото й използване в мемориали за убитите протестиращи в Евромайдана, Революцията на достойнството и Руско-украинската война, като я наричаха „неофициален химн“ за загинали протестиращи и войници. Песента беше особено представена по време на парада на въоръжените сили на Украйна за Деня на независимостта през август 2014 г., изпълнена от академичния хор "Ревуцки".

## Руска употреба по време наобсадата на Мариупол
През 2022 г. проруските изпълнители Аким Апачев и Дария Фрей изпълниха кавър на „Патенце плува в Тиса“, настроен към кадри от обсадата на Мариупол. Същата година руският държавен телевизионен канал RT пусна видеоклип към песента, заснет в руините на завода за желязо и стомана Азовстал. Впоследствие YouTube премахна видеоклипа поради нарушаване на политиката му относно език на омразата.